# Înfrățirea, Călărași
Înfrățirea (denumit înainte de 1931 Sighireanu și între 1931 și 1948 Domnița Maria, în Județul Ialomița (interbelic)) este un sat în comuna Dor Mărunt din județul Călărași, Muntenia, România. Se află în Câmpia Ialomiței.